# مولاهوژ
مولاهوژ (به لاتین: Møllehøj) یک تپه در دانمارک است که در Skanderborg Municipality واقع شده‌است. مولاهوژ ۱۷۰٫۸۶ متر بالاتر از سطح دریا واقع شده‌است.